# Aire spécialement protégée d'importance méditerranéenne
Les aires spécialement protégées d’importance méditerranéenne (ASPIM) sont des sites « d'importance dans la conservation des constituants de la diversité biologique dans la mer Méditerranée, contenant les écosystèmes spécifiques à cette mer ou les habitats liés à des espèces menacées. Ils sont d'intérêt particulier dans les domaines de la science, de l'esthétique, de la culture ou de l'éducation. » Cette définition est donnée par l'article 8(2) du protocole de 1995 concernant les Aires Spécialement Protégées d’Importance Méditerranéenne et la Diversité Biologique en Méditerranée (qui a remplacé l'ancien texte de 1982).

## Contexte
Les protocoles s'inscrivent dans un effort international plus large visant à la protection de la Méditerranée, le Plan Action Méditerranée, coordonné par l'UNEP depuis la Convention de Barcelone de 1976 (relative à la protection de la Méditerranée contre la Pollution). En effet, la Méditerranée est considérée comme « la mer la plus surpêchée du monde » : 90 % des stocks halieutiques y sont pêchés au-dessus des niveaux durables.

## Liste ASPIM
Le protocole prévoit l'établissement d'une liste d'ASPIM. Celles-ci peuvent être créées à la fois dans les zones de juridiction nationale et en haute mer. La décision d'intégrer une aire à la liste est prise par consensus par toutes les parties contractantes lors des rencontres organisées. Les mesures de gestion et de protection appliquées aux ASPIM sont celles prescrites par les états proposants, mais toutes les parties doivent donner leur accord à celles-ci.

## Le CAR-ASP
Le Centre des Activités Régionales pour les Aires Spécialement Protégées (en anglais SPA-RAC) a été créé par les parties contractantes à la Convention de Barcelone afin d'aider les pays méditerranéens à mettre en œuvre le protocole de 1995. Il est basé à Tunis, sur base d'un accord signé en 1991 entre la Tunisie et le PNUE, et travaille en étroite collaboration avec le MedPAN.